# Otto af Østrig (1865-1906)
Ærkehertug Otto af Østrig (tysk: Erzherzog Otto Franz Josef Karl Ludwig Maria von Österreich, kendt som den smukke ærkehertug, tysk: der schöne Erzherzog; født 21. april 1865 i Graz, død 1. november 1906 i Wien) var en yngre bror til den østrigske tronfølger Franz Ferdinand af Østrig-Este, og far til den sidste østrig-ungarske kejser Karl 1. af Østrig.

## Forældre
Ærkehertug Otto var søn af prinsesse Maria Annunziata af Begge Sicilier (en datter af kong Ferdinand 2. af Begge Sicilier) og ærkehertug Karl Ludvig af Østrig (en bror til kejser Franz Joseph 1. af Østrig-Ungarn).

## Familie
Ærkehertug Otto blev gift med prinsesse Maria Josepha af Sachsen (1867–1944) (en datter af kong Georg 1. af Sachsen). 
De fik to sønner. Den ældste Karl 1. af Østrig blev Østrig-Ungarns sidste kejser.